# Нелькан
Нелька́н (рос. Нелькан) — село у складі Аяно-Майського району Хабаровського краю, Росія. Адміністративний центр та єдиний населений пункт Нельканського сільського поселення.

## Населення
Населення — 843 особи (2010; 1203 у 2002).
Національний склад (станом на 2002 рік):
- росіяни — 47 %
- евенки — 40 %